# クローネ (企業)

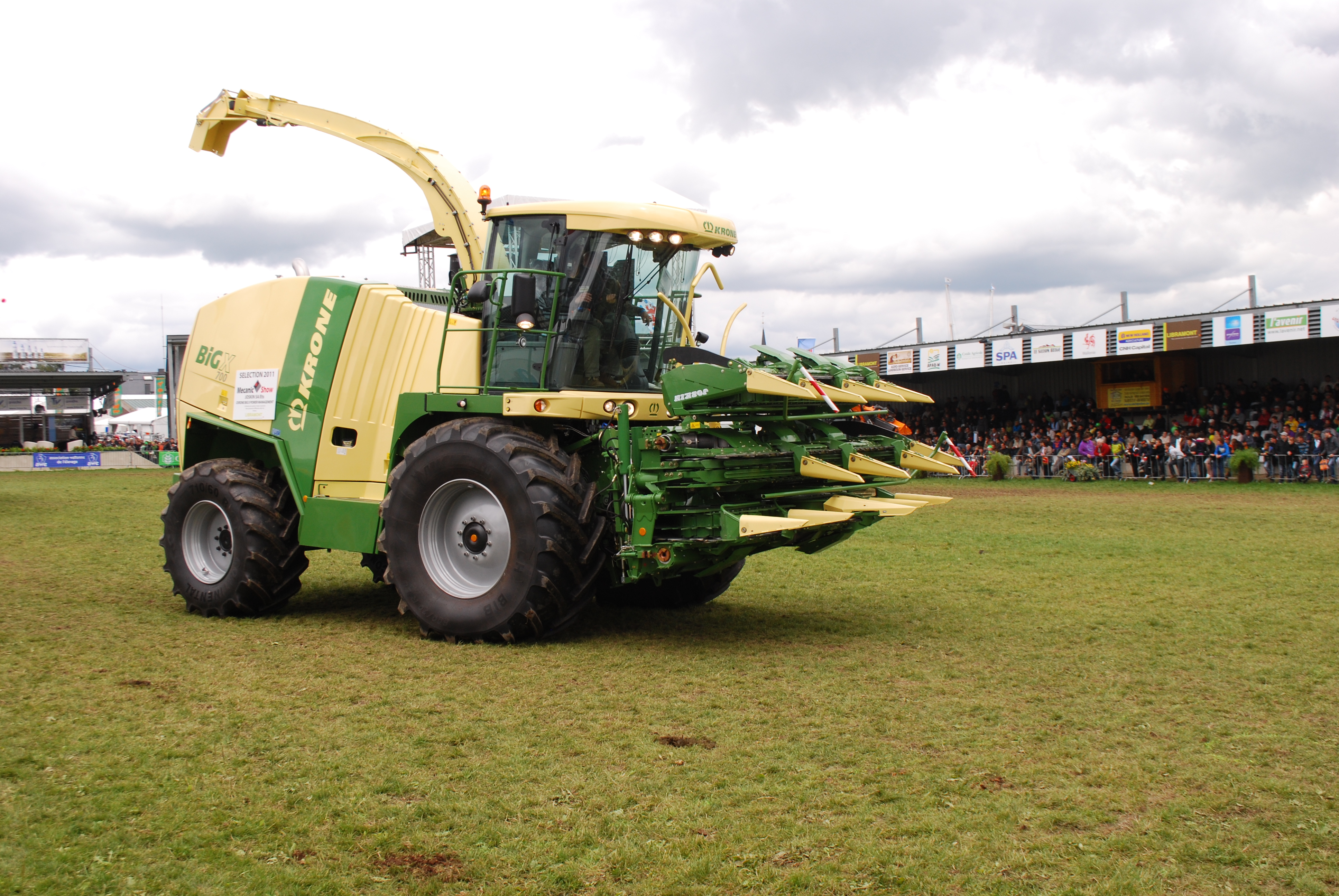
自走式フォーレージハーベスタ

クローネは、ドイツ・ニーダーザクセン州に本拠地を置く農業機械（主に牧草作業機械）メーカー。
日本では、(株)ヰセキ北海道が輸入代理店である。